# Flåklypa Grand Prix
Flåklypa Grand Prix es un largometraje de animación noruego stop-motion de 1975 dirigido por Ivo Caprino. Se basa en personajes de una serie de libros del caricaturista y autor noruego Kjell Aukrust.
Es la película noruega más vista de todos los tiempos, habiendo vendido unos 5.5 millones de entradas desde su estreno a una población que actualmente supera los 5 millones.

## Trama

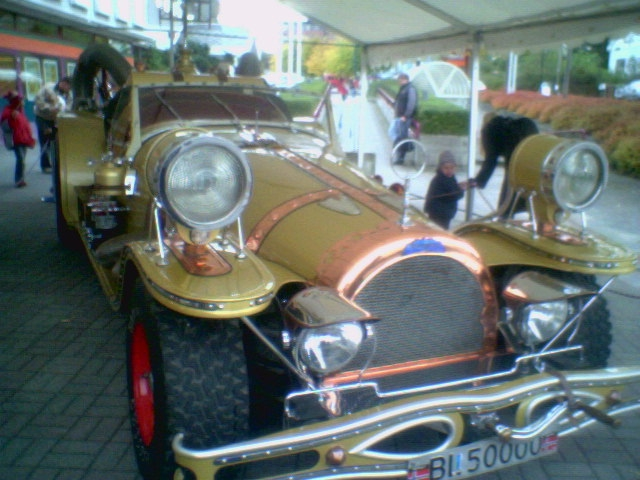
Réplica a escala real de Il Tempo Gigante

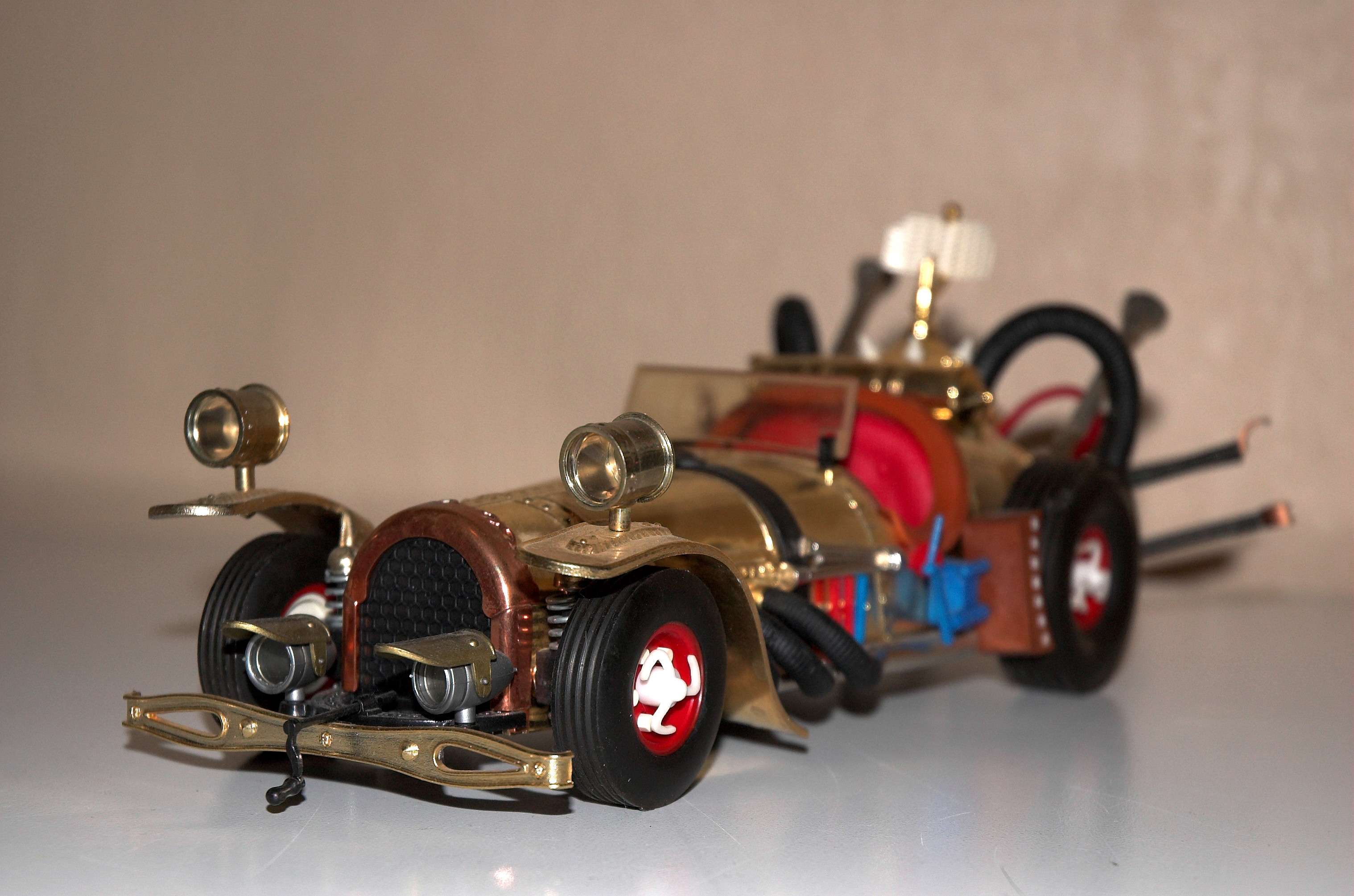
Modelo de Il Tempo Gigante

En el pueblo de Flåklypa, (En. Pinchcliffe), el inventor Reodor Felgen (En. Theodore Rimspoke) vive con sus amigos animales Ludvig (En. Lambert) (un erizo nervioso, pesimista y melancólico) y Solan Gundersen (En. Sonny Duckworth) (una urraca alegre y optimista). Reodor trabaja como reparador de bicicletas, aunque pasa la mayor parte de su tiempo inventando artilugios extraños Rube Goldberg. Un día, el trío descubre que uno de los antiguos asistentes de Reodor, Rudolf Blodstrupmoen (En. Rudolph Gore-Slimey), ha robado su diseño para el motor de un auto de carrera y se ha convertido en campeón mundial Fórmula 1  conductor. Solan obtiene fondos del árabe oil sheik Ben Redic Fy Fazan (En. Abdul Ben Bonanza), quien casualmente está de vacaciones en Flåklypa, y para participar en la carrera, el trío construye un coche de carreras gigantesco: Il Tempo Gigante—una construcción fabulosa con dos motores extremadamente grandes (pesando 2,8 toneladas solo y haciendo que el sismómetro en Bergen muestre 7,8 Richter cuando comenzó la primera vez), un cuerpo hecho de cobre, un radar giratorio (que resulta útil cuando Blodstrupmoen comienza a participar en una guerra de humo durante la carrera), distribuidor superretométrico y su propio banco de sangre. Reodor termina ganando a pesar de los intentos de sabotaje de Blodstrupmoen.

## Historia
En 1970, Ivo Caprino y su pequeño equipo de colaboradores comenzaron a trabajar en un especial de televisión de 25 minutos de duración, que eventualmente se convertiría en "El Gran Premio de Pinchcliffe". El especial de televisión era una colección de bocetos basados en los libros de Aukrust, sin una historia real. Después de un año y medio de trabajo, se decidió que en realidad no funcionaba como un todo, por lo que se detuvo la producción del especial de televisión (con la excepción de algunos clips muy cortos, el público nunca ha visto ningún material). . Aproximadamente un año después del rechazo, el hijo de Ivo Caprino, Remo Caprino, tuvo la idea de convertir los bocetos en un largometraje. Kjell Aukrust, Ivo Caprino, Kjell Syversen y Remo Caprino comenzaron en ese momento a escribir el guion de lo que más tarde se convertiría en "El Gran Premio de Pinchcliffe".
La película está fuertemente inspirada en el lugar de nacimiento del padre de Kjell Aukrust, Lom. La montaña Flåklypa es una versión estilizada de una montaña real, donde el valle debajo de ella se llama Flåklypa. También se cree ampliamente que los personajes son caricaturas de personas reales.
La película fue realizada en 3,5 años por un equipo de aproximadamente cinco personas. Caprino dirigió y animó; Bjarne Sandemose (principal colaborador de Caprino a lo largo de su carrera) construyó la mayor parte de la utilería, los decorados y los coches y estuvo a cargo de los aspectos técnicos de la realización de la película; Ingeborg Riiser diseñó los títeres y Gerd Alfsen hizo el vestuario y la utilería. Charley Patey fue el camarógrafo.
Cuando se estrenó en 1975, The Pinchcliffe Grand Prix fue un gran éxito en Noruega, vendiendo 1 millón de boletos en su primer año de lanzamiento.[cita requerida] Sigue siendo la taquilla más grande éxito de todos los tiempos en Noruega[cita requerida] (Caprino Studios afirma que ha vendido 5.5 millones de entradas hasta la fecha) y también se estrenó en muchos otros países. La película ostentaba el récord de película animada en stop motion más taquillera hasta que fue superada en 1993 por The Nightmare Before Christmas. La película se proyectó en los cines todos los días de la semana durante 28 años, desde 1975 hasta 2003, principalmente en Noruega, Moscú y Tokio.[cita requerida] utilizado para promocionar la película conduciendo alrededor del Hockenheimring entre carreras. El automóvil originalmente tenía un motor Cadillac de 250 hp, pero cuando Niki Lauda lo vio, les proporcionó un Chevrolet de bloque grande de 7.6 L y 550 hp. El automóvil también tiene un motor a reacción auxiliar, pero debido a las restricciones de la UE, apenas se permite el uso del vehículo, excepto para apariciones exclusivas en televisión.[cita requerida]
El lanzamiento en el Reino Unido contó con la voz del conocido comentarista de Fórmula 1 Murray Walker. También hay una versión doblada en EE. UU.
La película se lanzó por primera vez en DVD en 2001. En 2005, se lanzó un DVD del 30 aniversario restaurado digitalmente que incluía bandas sonoras y subtítulos en cinco idiomas, incluido el inglés.
La película se emitió cada Nochebuena en Noruega durante varios años, hasta que un cambio de canal de NRK a TV 2 cambió la fecha de emisión al 23 o 25 de diciembre. En 2009 se mostró el día 25.
Fue estrenada el 8 de mayo de 1980 en Teatros australianos por Filmways Australia y estrenada en Estados Unidos y Canadá en 1981.

## Películas posteriores basadas en el universoFlåklypade Aukrust
- Gurin with the Foxtail (1998)
- Solan og Ludvig - Jul i Flåklypa (2013)
- Solan og Ludvig: Herfra til Flåklypa (2015)
- Månelyst i Flåklypa (2018)

## Otras obras inspiradas
En 2000, se lanzó un juego de computadora basado en la película. El juego fue creado por Tyr Neilsen, quien fue director creativo y estaba a cargo de la producción en Ingames Interactive hasta que un accidente debilitante terminó con su carrera en los videojuegos. El proyecto fue asumido y completado por el hijo de Caprino, Remo, mientras que su nieto Mario fue el programador principal. El diseñador principal fue Joe Dever. El juego fue portado a Nintendo DS en 2010 y vendió más de 380,000 copias en Noruega.
La película inspiró a un joven Christian von Koenigsegg a crear el Koenigsegg CC, el primero de la marca de superdeportivos Koenigsegg.
El dúo noruego de hip-hop Multicyde basó su sencillo de 1999 "Not for the Dough" en una muestra de la banda sonora de la película y presentó extractos de la película en el video musical de la canción.